# Lino Jeva
Lino Jeva (Ancona, Italia, 1 de mayo de 1923 - Milán, Italia, 25 de diciembre de 2015) fue un dibujante de cómics italiano.

## Biografía
Tras trabajar en los ferrocarriles por algún tiempo, en 1945 se mudó a Milán donde empezó su carrera de historietista con el editor Giurleo, realizando Tom Mix y adaptaciones de grandes clásicos de la literatura como Robinson Crusoe, Veinte mil leguas de viaje submarino, La isla del tesoro o El conde de Montecristo.
Posteriormente, dibujó Buffalo Bill para el editor Cino Del Duca e Il Piccolo Cowboy para Berreta en 1948, con guion de Giuseppe Fina. En 1949 empezó a colaborar con la editorial Bonelli, realizando algunos episodios de L'uomo ombra y una historia de Tex, como suplente de Aurelio Galleppini. 
En 1950 ilustró Dan River. El año siguiente pasó a trabajar para Universo: para esta editorial realizó Alan del circo y varias historietas sin personajes fijos, además de dibujar Forza John! (desde 1956 a 1964, con guion de Luigi Grecchi), Jimmy Jet (textos de Antonio Mancuso) y Henry Sprint. 
Entre 1965 y 1972 dibujó unos treinta episodios de Diabolik y paralelamente ilustró Superman de Mondadori y Tarzán de Cenisio. En 1971 volvió a la editorial Universo, dibujando para las revistas L'intrepido e Il Monello los cómics Ghibli, Stry Dog, Bisturi Nero, Truck Driver, Teleman y otros.